# Paralobaspis gorgon
Paralobaspis gorgon är en insektsart som beskrevs av Rehn, J.A.G. 1918. Paralobaspis gorgon ingår i släktet Paralobaspis och familjen vårtbitare. Inga underarter finns listade i Catalogue of Life.